# Katarzyna Sanak-Kosmowska
Katarzyna Julia Sanak-Kosmowska (ur. 21 grudnia 1984) – polska teoretyczka marketingu, doktor habilitowana nauk ekonomicznych, autorka kilkudziesięciu prac z zakresu marketingu i public relations, profesor uczelni w Katedrze Marketingu na Uniwersytecie Ekonomicznym w Krakowie, od 2024 dyrektor Centrum Współpracy Międzynarodowej UEK.

## Życiorys
Urodziła się w 1984 roku jako córka Marka Sanaka i Iwony Sanak, konsultantki wojewódzkiej w dziedzinie stomatologii dziecięcej.
Zdała maturę w I Liceum Ogólnokształcącym im. Bartłomieja Nowodworskiego w Krakowie. W 2006 roku ukończyła studia licencjackie, a w 2008 roku – studia magisterskie z zarządzania i marketingu na Uniwersytecie Jagiellońskim. W 2010 roku na tej samej uczelni ukończyła studia magisterskie z psychologii. W 2006 roku w ramach programu Socrates-Erasmus przebywała w IECS – The Strasbourg Graduate School of Management.
Początkowo podjęła pracę jako specjalistka do spraw marketingu internetowego i media społecznościowe oraz prowadziła szkolenia dla prywatnych firm. W 2015 roku podjęła pracę jako asystentka w Katedrze Marketingu na Uniwersytecie Ekonomicznym w Krakowie. Od października 2017 pracuje w tej katedrze jako adiunktka. W 2017 roku uzyskała stopień doktora nauk ekonomicznych w zakresie nauk o zarządzaniu na Uniwersytecie Ekonomicznym w Krakowie na podstawie pracy Rola serwisów społecznościowych w komunikacji marketingowej marki. W latach 2017 oraz 2018 została wyróżniona Nagrodą Rektora UEK w kategorii „wykładowca najlepiej oceniany przez studentów”. W lutym 2018 roku w ramach programu Erasmus przebywała na HAMK University w Hämeenlinna, w Finlandii. W maju 2023 uzyskała stopień doktora habilitowanego.
Opublikowała jako autorka lub współautorka kilkadziesiąt prac w ogólnopolskich i międzynarodowych czasopismach, takich jak: European Journal of Education Studies, Prace Naukowe Uniwersytetu Ekonomicznego we Wrocławiu, Studia i Prace Wydziału Nauk Ekonomicznych i Zarządzania Uniwersytetu Szczecińskiego, Zeszyty Naukowe Uniwersytetu Ekonomicznego w Poznaniu, E-mentor, Marketing i Rynek, Ekonomiczne Problemy Turystyki, Handel Wewnętrzny, a także kilka rozdziałów w monografiach. W 2018 roku ukazała się jej książka Rola serwisów społecznościowych w komunikacji marketingowej marki.
W swoich badaniach interesuje się głównie problematyką komunikacji marketingowej, psychologią zachowań konsumenckich oraz e-marketingiem. Zajmowała się m.in. badaniami wpływu reklamy na konsumentów, zapamiętywaniem reklam, błędami poznawczymi, manipulacją oraz technikami perswazji w reklamie. Badała otwarte innowacje oraz crowdsourcing.
W ramach współpracy z Uniwersytetem Dziecięcym działającym przy Uniwersytecie Ekonomicznym w Krakowie od 2011 roku prowadzi zajęcia dydaktyczne dla dzieci. Przez szereg lat prowadziła zajęcia na uniwersytetach dziecięcych w różnych miastach Polski. W czerwcu 2023 wystąpiła na XIX Forum Przedsiębiorców Małopolski.
Została wybrana na członkinię Polskiego Naukowego Towarzystwa Marketingu (2017), AMA American Marketing Association (2018), Stowarzyszenia Rzecznicy Nauki (2018), Ukrainian Marketing Association (2020) oraz Polskiego Towarzystwa Ekonomicznego (2022).
7 października 2024 rektor UEK Bernard Ziębicki powołał Katarzynę Sanak-Kosmowską na dyrektorkę Centrum Współpracy Międzynarodowej UEK.

## Publikacje książkowe
- Rola serwisów społecznościowych w komunikacji marketingowej marki (Wydawnictwa Drugie, 2018)[7]
- Komunikacja rynkowa: podstawy teoretyczne i ćwiczenia (wraz z Magdaleną Dołhasz, Wydawnictwo Uniwersytetu Ekonomicznego w Krakowie, 2019)
- Człowiek wśród innych ludzi (współautorka: Anna Karwińska; Uniwersytet Ekonomiczny w Krakowie, 2020)
- Kultura: to co wyróżnia człowieka (współautorka: Anna Karwińska; Uniwersytet Ekonomiczny w Krakowie, 2020)
- Jak działa społeczeństwo (współautorzy: Anna Karwińska i Norbert Laurisz; Uniwersytet Ekonomiczny w Krakowie, 2020)
- Information Asymmetry in Online Advertising (współautor: Jan W. Wiktor; Routledge 2021)[10]
- Evaluating Social Media Marketing. Social Proof and Online Buyer Behaviour (Routledge 2022)[11]

## Nagrody
- Nagroda Rektora Uniwersytetu Ekonomicznego w Krakowie III stopnia za indywidualne osiągnięcia dydaktyczne w kategorii „wykładowca najlepiej oceniany przez studentów” (2017)[2][3]
- Nagroda Rektora Uniwersytetu Ekonomicznego w Krakowie III stopnia za indywidualne osiągnięcia dydaktyczne w kategorii „wykładowca najlepiej oceniany przez studentów” (2018)[3]
- Nagroda „Naukowiec Przyszłości” w kategorii „Kobieta Nauki, która zmienia świat” przyznana podczas Forum Inteligentnego Rozwoju (2023)[12]